# Щипавка золотиста
Щи́павка золотиста (Sabanejewia aurata) — невелика прісноводна риба родини в'юнових (Cobitidae).

## Опис
Дрібна рибака, завдовжки 8-12 см, щонайбільше 14 см. Верхня частина тіла темно-мармурова, боки зазвичай від світлого до жовтувато-коричневого кольору і мають типовий золотистий блиск. Уздовж бічної лінії є великі темні плями з розмитим краєм.

## Поширення
Вид поширений в Східній Європі, Західній і Середній Азії, у річках, що впадають у Чорне, Егейське та Каспійське моря. Мешкає у басейнах річок Дунай, Камчия, Дон, Кубань, Анзалі Мордаб, Сефідруд, Тонкабон, Чалус, Хераз, Бабол, Кура, Аракс, Теджен та Мургаб.

## Спосіб життя
Трапляється в струмках і стоячих водах з малим стоком води. Мешкає безпосередньо на дні річки і шукає дрібних безхребетних, які служать йому поживою. Ікру відкладає між камінням і рослинами з травня по липень.

## Охорона
На більшій частині ареалу стан природних популяцій виду залишається більш-менш стабільним. Саме тому він, згідно Червоного списку МСОП, отримав охоронну категорію «відносно благополучний вид». Але в окремих регіонах спостерігається тенденція до зниження чисельності популяції виду. Тому щипавка золотиста занесена до Бернської конвенції (Додаток ІІІ. Види фауни, що підлягають охороні), а також до Директиви Європейського Союзу 92/43/ЄС «Про збереження природних оселищ та видів природної фауни і флори» (Додаток II. Види рослин і тварин, що становлять особливий інтерес для Європейського Союзу, збереження яких потребує створення територій особливої охорони).

## Підвиди
- Sabanejewia aurata aurata (De Filippi, 1865), синонім: Sabanejewia aurata radnensis (Jaszfalusi, 1951)
- Sabanejewia aurata aralensis (Kessler, 1877)
- Sabanejewia aurata bosniaca (Karaman, 1963)
- Sabanejewia aurata doiranica (Economidis & Nalbant 1996)

Колишні підвиди S. aurata balcanica, Karaman, 1922 і S. aurata bulgarica, Drensky 1928 визнані окремим видами Sabanejewia balcanica і Sabanejewia bulgarica.